# Montresta
Montresta là một đô thị ở tỉnh Oristano trong vùng Sardinia, có khoảng cách khoảng 140 km về phía tây bắc của Cagliari và cách khoảng 50 km về phía bắc của Oristano. Tại thời điểm ngày 31 tháng 12 năm 2004, đô thị này có dân số 594 người và diện tích là 23,8 km².
Montresta giáp các đô thị: Bosa, Villanova Monteleone, Padria.